# Nikita (1.ª temporada)
A primeira temporada de Nikita é uma série de televisão estadunidense apresentada no canal WC. Tem como base o filme de mesmo nome lançado em 1990, no remake A Assassina (1993), e no seriado La Femme Nikita (1997). Iniciou-se em 9 de setembro de 2010 e acabou em 12 de maio de 2011, com um total de 22 episódios.

## Elenco
- Maggie Q como Nikita
- Shane West como Michael
- Lyndsy Fonseca como Alexandra Udinov
- Aaron Stanford como Birkhoff
- Ashton Holmes como Thom
- Tiffany Hines como Jaden
- Melinda Clarke como Amanda
- Xander Berkeley como Percy

## Sinopse
Nikita é um remake da clássica série canadense dos anos 90, La Femme Nikita, que foi protagonizada por Peta Wilson - que, por sua vez, já era baseada filme Nikita, de Luc Besson. Dessa vez, a belíssima Maggie Q (de Missão Impossível 3) é a nova encarnação da espiã. A história é quase a mesma das versões anteriores: resgatada do corredor da morte por uma organização secreta, a problemática adolescente Nikita é treinada para ser uma grande espiã e assassina. Com o tempo, a mocinha descobre que o discurso da agência de que ela estava agindo a favor dos Estados Unidos é mentira, então ela foge e jura destruir e expor a organização, que continua recrutando outros jovens. E nada vai impedi-la de conseguir o que quer.

## Episódios
| Episódio # | Total # | Título               | Dirigido por      | Escrito por                      | Estreia                 | Audiência em milhões (EUA) |
| --- | ------- | -------------------- | ----------------- | -------------------------------- | ----------------------- | -------------------------- |
| 1 | 1       | "Pilot"              | Danny Cannon      | Craig Silverstein                | 09 de setembro de 2010  | 3.57                       |
| Quando era adolescente, profundamente perturbada, Nikita (Maggie Q), foi resgatada do corredor da morte por uma agência secreta dos EUA, conhecida apenas como Divisão, que a treinou como uma espiã e assassina. Nikita acabou por ser traída pelas pessoas que só ela pensou que poderia confiar. Agora, depois de três anos na clandestinidade, Nikita está buscando vingança e deixando claro que seu ex-patrão, Percy (Xander Berkeley) e seus ex-amigos Michael (Shane West") e Birkhoff (Aaron Stanford), que ela vai parar em nada para expor e destruir sua operação secreta a Divisão que continua a recrutar e treinar outros jovens, entre eles, Jaden (Tiffany Hines) e Thom (Ashton Holmes), apagando todas as provas de suas vidas anteriores e transformando-os em assassinos frios e eficientes. Uma destas novas recrutas, Alex (Lyndsy Fonseca) é uma bela garota com um passado violento e não uma história tão diferente de Nikita. Todos os recrutas passam parte de seu treinamento com Amanda (Melinda Clarke), uma mestra manipuladora, que pode transformar qualquer patinho feio em um cisne e qualquer coração sangrando em um assassino. |         |                      |                   |                                  |                         |                            |
| 2 | 2       | "2.0"                | Danny Cannon      | Craig Silverstein Levinson David | 16 de Setembro de 2010  | 3.19                       |
| Percy (Xander Berkeley) e Michael (Shane West) assumiram a sua última missão, um líder eslavo procurado por crimes de guerra, em prisão preventiva. Nikita (Maggie Q) descobre seu esconderijo e as tentativas de frustrar o seu plano, mas um misterioso grupo de mercenários em busca de material nuclear a espancá-la na tarefa. Alex (Lyndsy Fonseca) é ativada antes do esperado para uma missão especial que a lança no fogo cruzado de balas. Um flashback revela um momento crucial na vida da Nikita. Melinda Clarke, Aaron Stanford, Ashton Holmes e Tiffany Hines também estrelam. |         |                      |                   |                                  |                         |                            |
| 3 | 3       | "Kill Jill"          | David Solomon     | Amanda Segel                     | 23 de Setembro de 2010  | 3.15                       |
| Nikita (Maggie Q) resgata Jill (atriz convidada Julie Gonzalo), uma jornalista que tenta expor uma conspiração envolvendo a divisão e a queda de um avião maior. Michael (Shane West) e Percy (Xander Berkeley) suspeita de Birkhoff (Aaron Stanford) ser informante para Nikita e enviam Amanda (Melinda Clarke) para interrogá-lo. Michael pede a ajuda dos recrutas, Alex (Lyndsy Fonseca), Jaden (Tiffany Hines) e Thom (Ashton Holmes), para ajudar a localizar o seu último destino. |         |                      |                   |                                  |                         |                            |
| 4 | 4       | "Rough Trade"        | Nick Copus        | Carlos Coto                      | 30 de Setembro de 2010  | 2.68                       |
| Nikita (Maggie Q) mergulha em seu passado, quando ela posou como uma babá para um influente funcionário do governo e decide consertar o errado de sua morte. Durante a missão, Michael (Shane West) chega para resgatar Nikita e começa a duvidar dos motivos de Percy (Xander Berkeley). De volta à divisão, enquanto em formação de base, Alex (Lyndsy Fonseca) sofre um ataque de pânico que leva Amanda (Melinda Clarke) desfaze-la de claustrofobia. Aaron Stanford, Tiffany Hines e Ashton Holmes também estrelam. |         |                      |                   |                                  |                         |                            |
| 5 | 5       | "The Guardian"       | David Solomon     | Albert Kim                       | 7 de Outubro de 2010    | 2.90                       |
| Os segredos da Divisão estão em risco de serem revelados ao mundo quando Owen (ator convidado Devon Sawa), um agente da Divisão, escapa de um assalto a banco e se torna um fugitivo. Percy (Xander Berkeley) decide procurar por si próprio Owen, que faz Michael (Shane West) suspeitar de seus motivos. Nikita (Maggie Q) e Owen se juntam cabeça-a-cabeça até que Percy se junta a eles para um tenso impasse. Alex (Lyndsy Fonseca) se infiltra na sala de Percy para avisar Nikita, mas é presa por Thom (Ashton Holmes) e os dois dividem um momento íntimo. Aaron Stanford, Melinda Clarke e Tiffany Hines também estrelam. |         |                      |                   |                                  |                         |                            |
| 6 | 6       | "Resistance"         | Guy Ferland       | Kalinda Vasquez                  | 21 de Outubro de 2010   | 2.81                       |
| Um ônibus cheio de recrutas da divisão é atacado por terroristas que sequestram Alex (Lyndsy Fonseca) e Thom (Ashton Holmes), ambos os quais não sabem que este é um teste da Divisão. Percy (Xander Berkeley), Michael (Shane West) e Amanda (Melinda Clarke) vêem como Alex é torturado. Alex se solta e contata Nikita (Maggie Q) para obter ajuda. Enquanto isso, Nikita ganhou confiança de Owen (Devon Sawa) e ele revela uma notícia devastadora para Nikita sobre seu noivo. Aaron Stanford e Tiffany Hines também estrelam. |         |                      |                   |                                  |                         |                            |
| 7 | 7       | "The Recruit"        | Eagle Egilsson    | Amanda Segel                     | 28 de Outubro de 2010   | 2.48                       |
| Atentados suicidas - Alex (Lyndsy Fonseca) informa Nikita (Maggie Q) que um dos recrutas foi ativado para realizar uma missão suicida. Nikita intercepta a recruta apenas como Michael (Shane West) chega, e os tiros de câmbio dois lados. Enquanto isso, dentro dos muros de divisão, outro recruta decide atacar os guardas, criando o caos em massa. Xander Berkeley, Aaron Stanford, Melinda Clarke, Ashton Holmes e Tiffany Hines também estrelam. |         |                      |                   |                                  |                         |                            |
| 8 | 8       | "Phoenix"            | David Barrett     | James Barnes                     | 4 de Novembro de 2010   | 2.41                       |
| Divisão envia Thom (Ashton Holmes) para eliminar Anna (atriz convidada Rayisa Kondracki), uma mulher que estava tendo um caso secreto com um senador dos EUA (ator convidado Spencer Garrett). A Divisão acorda para encobrir qualquer vestígio do caso enquanto o senador concorda em ajudar a aprovar uma lei que vai continuar a financiar a agência. Nikita (Maggie Q), com a ajuda de Alex (Lyndsy Fonseca), faz tentativas para chegar aos pais de Anna, mas a conversa não sai como ela esperava. Shane West, Xander Berkeley, Melinda Clarke, Aaron Stanford e Tiffany Hines também estrelam. |         |                      |                   |                                  |                         |                            |
| 9 | 9       | "One Way"            | Ken Fink          | Albert Kim                       | 11 de Novembro de 2010  | 2.33                       |
| Nikita (Maggie Q) e Michael (Shane West) temporariamente se equipam até matar um terrorista que assassinou a família de Michael há muitos anos. Quando Percy (Xander Berkeley) descobre essa informação, ele envia agentes da Divisão para matar Nikita, que acaba por comprometer a missão, que levam à captura de Michael pelo grupo terrorista. Alex (Lyndsy Fonseca) é apanhada a atravessar prontuários dentro da Divisão, para que ela cria uma mentira que envolve Jaden (Tiffany Hines) e quase sopra sua tampa. Melinda Clarke, Aaron Stanford e Ashton Holmes também estrelam. |         |                      |                   |                                  |                         |                            |
| 10 | 10      | "Dark Matter"        | Danny Cannon      | Carlos Coto                      | 2 de Dezembro de 2010   | 2.30                       |
| Owen (Devon Sawa) vê o vazamento de informações secretas de caixas-pretas da Divisão para a mídia, revelando que o Governo dos EUA foi responsável por um assassinato, no Chile. Como resultado, Percy (Xander Berkeley) e quadros da CIA, envia o agente Ryan (ator convidado Noah Bean) para o crime. Nikita (Maggie Q) e Owen vão ao Chile para salvar Ryan de mercenários e assim acabam sendo capturados. Nikita revela os segredos da Divisão de Ryan em um esforço para salvar todas as suas vidas. De volta para dentro da Divisão, Alex (Lyndsy Fonseca) espiona Percy e Birkhoff (Aaron Stanford) e testemunha um lado de Percy que ela nunca viu antes. Shane West, Tiffany Hines e Ashton Holmes também estrelam. |         |                      |                   |                                  |                         |                            |
| 11 | 11      | "All The Way"        | Terrence O'Hara   | Craig Silverstein                | 9 de Dezembro de 2010   | 2.29                       |
| Alex (Lyndsy Fonseca) informa Nikita (Maggie Q) que a divisão irá mandá-la em sua primeira missão para matar o líder de um sindicato do crime. Alex está preocupada com tirar a vida de alguém, mas é tranquilizada por Nikita que insiste em ajudá-la com a ordem de matar. Birkhoff (Aaron Stanford) informa Percy (Xander Berkeley) e Michael (Shane West), quando ele descobre que o programa shell que uma toupeira da Divisão tem vindo a utilizar para se conectar a Nikita no mundo exterior. Quando a missão não sai como planejado, Nikita toma uma decisão rápida, em um esforço para limpar o nome de Alex. Dentro Divisão, Jaden (Tiffany Hines) tenta revelar Alex como a toupeira, mas Thom (Ashton Holmes) etapa e um acidente chocante limpa o nome dela. |         |                      |                   |                                  |                         |                            |
| 12 | 12      | "Free"               | Jonathan Glassner | Kalinda Vasquez                  | 27 de Janeiro de 2011   | 2.62                       |
| Agora uma agente, Alex (Lyndsy Fonseca) recebe um novo apartamento e é dado um trabalho de cobertura. Ela conhece seu novo vizinho Nathan (ator convidado Thad Luckenbill), que a convida para uma festa em sua casa. Nikita (Maggie Q) avisa Alex sobre se envolver demasiadamente com pessoas mas Alex luta entre suas funções na Divisão e viver uma vida normal. Nikita percebe que a Divisão implantou um chip na cabeça de matar Alex e se prepara para ganhar o controle do chip. Enquanto interrogam Birkhoff (Aaron Stanford), Nikita atordoa Ryan (ator convidado Noah Bean), revelando um segredo. Shane West também estrela. |         |                      |                   |                                  |                         |                            |
| 13 | 13      | "Coup De Grace"      | Nathan Hope       | Albert Kim                       | 3 de Fevereiro de 2011  | 2.40                       |
| Alex (Lyndsy Fonseca), tem como primeira missão matar o príncipe da Geórgia em uma festa de gala do museu. Após Alex dizer a Nikita (Maggie Q) sobre a ordem, as duas bolam um plano para despistar o assassinato. No entanto, Nikita confia na pessoa errada e seus planos são frustrados, resultando em um stand-off e alertando a Divisão de que Nikita está no edifício. Percy (Xander Berkeley) envia Michael (Shane West) para matar Nikita. Além disso, Nikita se surpreende ao saber quem foi o mandante do atentado ao príncipe e que o mesmo está sofrendo por amor. |         |                      |                   |                                  |                         |                            |
| 14 | 14      | "The Next Seduction" | David Solomon     | Carlos Coto                      | 10 de Fevereiro de 2011 | 1.89                       |
| Ryan (ator convidado Noah Bean) intercepta uma mensagem sobre uma arma perigosa de corte que vem para os EUA. Então ele pede para Nikita (Maggie Q) ajudá-lo a interromper a entrega. Nikita descobre que o homem que leva a arma para o país é Voss (ator convidado Matthew Marsden), um homem que ela foi forçada a ter um relacionamento como disfarce, enquanto servia a Divisão. Relutantemente, ela retoma seu alter ego para recuperar o míssil. Enquanto isso, Michael (Shane West) interfere na nova vida de Alex (Lyndsy Fonseca) com Nathan (ator convidado Thad Luckinbill). |         |                      |                   |                                  |                         |                            |
| 15 | 15      | "Alexandra"          | Ken Fink          | Andrew Colville                  | 17 de Fevereiro de 2011 | 2.10                       |
| A serviço para uma missão da Division, Alex (Lyndsy Fonseca) aproxima-se de Irina (atriz convidada Ksenia Individual), uma mulher de seu passado. Alex tenta ajudar Irina a se libertar de seu captor, mas sua velha amiga a engana para fazer Alex voltar as mão de Vlad (ator convidado Mark Ivanir), um mafioso russo, com uma dívida a liquidar. Nikita (Maggie Q) percebe que Alex está em apuros e parte para salvá-la, mas recorre a Michael, que está em busca de sua agente em falta. Percebendo que ela não pode comprometer o segredo de Alex, Maggie deve encontrar uma maneira de trabalhar com Michael para salvar Alex sem sem ter sua amiga morta pela Division. |         |                      |                   |                                  |                         |                            |
| 16 | 16      | "Echoes"             | Nick Copus        | Kristen Reidel                   | 24 de Fevereiro de 2011 | 2.14                       |
| A fim de acelerar a sua cura, Amanda (Melinda Clarke) dopa Alex (Lyndsy Fonseca) após sua última missão, em seguida, se aproveita da condição de drogada de Alex para questioná-la sobre os segredos, Amanda acredita que Alex está mantendo. Nikita (Maggie Q) percebe que Alex está em perigo e tenta garantir a sua outra identidade para a contrabandear para fora do país. Enquanto isso, Michael (Shane West) começa a suspeitar de Alex e pede Birkhoff (ator convidado Aaron Stanford) para investigá-la. |         |                      |                   |                                  |                         |                            |
| 17 | 17      | "Covenant"           | Eagle Egilsson    | Jim Barnes                       | 7 de Abril de 2011      | 1.82                       |
| Michael aparece na casa de Nikita e diz que sabe que Alex é sua espiã dentro da Division. Michael ameaça contar esta informação para Percy a menos que Nikita o ajude a encontrar e matar Kasim Tariq, o homem que matou a família de Michael, nas próximas 24 horas. Depois de fazer um acordo com Ari Tasarov e a organização Gogol, Nikita sequestra Kasim. Ela chama Michael e diz que dará suas coordenadas em troca da localização e dos guardiões das sete caixas pretas. Michael liga para Nikita cerca de 8 horas mais tarde e diz a ela que ele tem a informação. Enquanto isso, Kasim consegue alertar seus companheiros usando um dispositivo da Division feito apenas para agentes. Logo após eles aparecerem, Michael chega a casa e os mata. Prestes a matar Kasim, Kasim diz: "Eu não sou quem você pensa que eu sou." Nikita percebe o que isso significa, e explica como ele conseguiu operar o dispositivo da Division - Kasim é um ex-agente da Division, então ele diz que fez parte de uma operação iniciada por Percy para se infiltrar num grupo terrorista, para matar um oficial da inteligência americana: Percy disse a Kasim para matar Michael, mas ele acabou matando a família de Michael em seu lugar. No entanto, quando Kasim percebeu que tipo de homem era Percy, parou e se juntou aos terroristas por completo. Michael fica chocado e horrorizado com a notícia, e deixa Nikita matar Kasim. Michael, devastado pela traição de Percy e anos de manipulação, resolve vingar-se dele, e junta-se a Nikita para levar Percy a baixo, começando com Michael concordar em se unir no movimento planejado Percy contra o governo. Enquanto isso, Alex entra em conflito sobre seus sentimentos por Nathan, ela tenta romper sua relação para protegê-lo, no conselho de Nikita, mas não consegue. |         |                      |                   |                                  |                         |                            |
| 18 | 18      | "Into The Dark"      | Jeffrey Hunt      | Albert Kim                       | 14 de Abril de 2011     | 2.21                       |
| Nikita e Owen vão a Londres para recuperar uma das caixas-pretas da Division, mas quando ele diz a Nikita que ele quer liberar o conteúdo da caixa preta para o público, Nikita discorda, ele fica contra ela. Enquanto isso, Percy descobre que Nikita está em Londres e despacha Michael para matá-la. Além disso, Amanda ouve Jaden discutindo com Alex sobre os túneis de fuga, então, Amanda coloca Alex no detector de mentiras para obter a verdade de uma vez por todas. |         |                      |                   |                                  |                         |                            |
| 19 | 19      | "Girl's Best Friend" | Robert Lieberman  | Carlos Coto                      | 21 de Abril de 2011     | 2.01                       |
| Nikita acredita que está ficando muito perigoso para Alex continuar a ser encoberto dentro da Division e diz a ela que sua hora de sair chegou. Alex concorda, mas antes de o plano de Alex para desaparecer ser posto em prática, ela e Jaden são atribuídas a uma missão no exterior para impedir o filho de um presidente estrangeiro com a venda de uma toxina recentemente desenvolvida para um grupo de potenciais terroristas. As coisas dão errado e Alex deve decidir entre salvar a missão ou salvar a si mesma. |         |                      |                   |                                  |                         |                            |
| 20 | 20      | "Glass Houses"       | Ralph Hemecker    | Kalinda Vasquez                  | 28 de Abril de 2011     | 1.72                       |
| Frustrada por Nikita continuar a interceptar as suas caixas-pretas, Percy envia Michael para verificar uma das caixas e o guardião ligado a ele. Nikita vai primeiro a uma cidade da Pensilvânia e fica chocada ao descobrir que o guardião é uma mulher normal chamada Dana (atriz convidada Christina Moisés) que abandonou seu posto e está tentando viver uma vida normal com o marido e o filho. As tensões aumentam, quando Michael é obrigado a relatar as ações de Dana e a Divisão tenta limpar qualquer evidência de sua existência. Enquanto isso, Alex e Jaden entram em uma discussão e Nathan (ator convidado Thad Luckinbill) é pego no meio. |         |                      |                   |                                  |                         |                            |
| 21 | 21      | "Betrayals"          | Eagle Egilsson    | Andrew Colville                  | 5 de Maio de 2011       | 2.00                       |
| Nikita vai aos extremos para manter Malcolm, um gênio com gagets, vivo. Ele é a única pessoa mais experiente o suficiente para decifrar uma caixa preta que contem informações que podem mudar o mundo. |         |                      |                   |                                  |                         |                            |
| 22 | 22      | "Pandora"            | Ken Fink          | Craig Silverstein                | 12 de Maio de 2011      | 1.94                       |
| Em um final de temporada explosivo, Percy faz um movimento para assumir a CIA, e Michael fica preso dentro de Divisão sendo incapaz de ajudar a Nikita, que pode ter que pagar com sua vida para ajudar Alex. |         |                      |                   |                                  |                         |                            |

## Produção
Nikita traz Maggie Q interpretando a jovem programada para matar. Filha de um soldado americano e de uma mulher vietnamita, Maggie nasceu no Havaí, mas passou boa parte de sua vida em Hong Kong, onde trabalhou como modelo.
O remake da série traz a Division, organização não governamental, recrutando jovens problemáticos para serem treinados como espiões e assassinos. No processo, os jovens passam por uma lavagem cerebral.
Nikita (Maggie Q) foi recrutada há seis anos; retirada do corredor da morte, a organização forjou sua execução. Após trabalhar para a Division por três anos, Nikita descobre que estava sendo enganada por aqueles que a treinaram. Assim, ela escapa e passa os últimos três anos escondendo-se e planejando uma forma de expor a organização e suas operações.
Enquanto novos jovens continuam sendo recrutados, a organização incumbe Michael (Shane West), responsável pelo treinamento de Nikita, de caçá-la e eliminá-la, se necessário.
Michael é um personagem que existia na série original, La Femme Nikita, interpretado por Roy Dupuis. Na história, ele se envolve emocionalmente com Nikita. Tendo sido um dos primeiros recrutados pela Section One, Michael foi libertado por Nikita no último episódio da série, quando ela assume o comando da Organização.
Na nova versão, a Division é uma organização chefiada por Percy (Xander Berkeley, de “24 Horas”), que fará de tudo para evitar que as ações de Nikita destruam seu império. Para tanto, ele conta com a ajuda de Amanda (Melinda Clarke, de “The O.C.”), psicóloga que manipula a mente dos jovens recém chegados; e de Birkhoff (Aaron Stanford), gênio da informática, preso por tentar penetrar nos computadores do Pentágono e levado à Division na mesma época que Nikita.
Entre os novos recrutas que serão treinados estão Jaden (Tiffany Hines), que está ansiosa por completar o treinamento e assumir sua nova função; Thom (Ashton Holmes), também dedicado ao trabalho; e Alex (Lyndsy Fonseca, de “How I Met Your Mother”), recém chegada após ter sido presa por roubo.
A nova versão de “Nikita” foi adaptada por Craig Silverstein. O piloto foi encomendado pelo canal CW em janeiro desse ano. Em fevereiro, foi anunciada a contratação da atriz Maggie Q e em maio o projeto foi transformado em série de TV com a encomenda de 13 episódios para a primeira temporada. A série tem a produção de Silvestein, Danny Cannon (que também dirigiu o episódio piloto), McG e Peter Johnson, pela Warner Brothers Television em parceria com a Wonderland Sound and Vision para o canal CW.